# نيت سيستينا
ناثان مايكل سيستينا (من مواليد 12 مايو 1997) هو لاعب كرة سلة أمريكي محترف لفريق فنربخشة بيكو من الدوري التركي لكرة السلة (BSL) والدوري الأوروبي. لعب كرة سلة جامعية لفريق باكنيل بيسون وكنتاكي وايلد كاتس.

## النشأة والمهنية في المدرسة الثانوية
ولد سيستينا في سانت ماري، بنسلفانيا ونشأ في إمبوريوم، بنسلفانيا . بصفته لاعب كبير في مدرسة مقاطعة كاميرون الثانوية ، بلغ متوسط 22.6 نقطة و 14 كرة مرتدة في كل مباراة وحصل على لقب أفضل لاعب في مؤتمر الطبقة الشمالية لهذا العام. أنهى دراسته الثانوية برصيد 1703 نقطة و 955 كرة مرتدة وهو رقم قياسي في المدرسة. التزمت سيستينا بلعب كرة السلة الجامعية في باكنيل عبر عروض من 11 مدرسة أخرى. أصبح أول لاعب كرة سلة في القسم الأول من منطقة PIAA 9 منذ عام 1990 وأول رياضي من الدرجة الأولى من أي نوع من مقاطعة كاميرون منذ السبعينيات.

## مسيرته في الكلية
عانى سيستينا من إصابة في الكتف في نهاية الموسم في أربع مباريات في سنته الأولى واستخدم قميصًا أحمر طبيًا. بلغ متوسطه 4.8 نقطة و 3.7 كرات مرتدة لكل مباراة على مدى 31 مباراة كلاعب احتياطي خلال سنته الثانية. بصفته مبتدئًا، بلغ متوسط سيستينا 6.5 نقطة و3.9 متابعات و14.9 دقيقة لعب في كل مباراة. لقد أصبح لاعبًا أساسيًا في سنته الأخيرة واستمتع بموسم الاختراق، بمتوسط 15.8 نقطة (السادس في دوري باتريوت ) و 8.5 كرات مرتدة لكل مباراة (الثاني في المؤتمر) وتم اختياره للفريق الثاني الدوري الوطني الشامل. بعد نهاية الموسم، دخل سيستينا إلى بوابة الانتقالات لموسمه الأخير من أهليته كانتقال للخريجين. حصل على المرتبة الثالثة كأفضل لاعب في بوابة الانتقالات من قبل إسبن . التزمت سيستينا بالانتقال إلى جامعة كنتاكي .

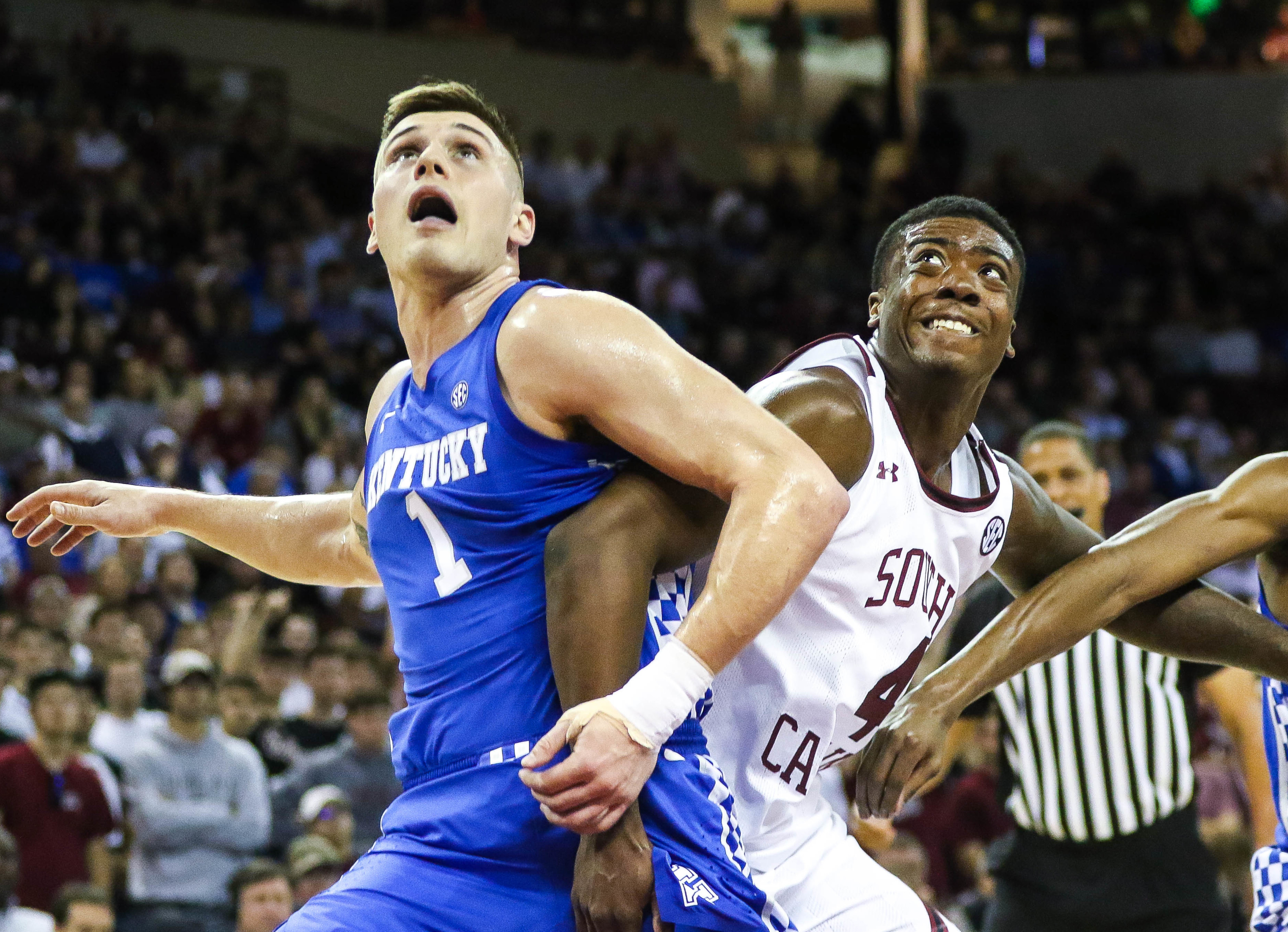
يسعى سيستينا لارتداد في عام 2020